# 陳非儂
陳非儂（1899年—1984年2月18日），原名陳景廉，祖籍廣東新會外海（今廣東江門江海），著名粵劇演員。宮粉紅之夫，陳寶珠之養父。他們曾組織「非儂劇團」，陳非儂任正印花旦，副車為宮粉紅，三人曾合演《三娘教子》。

## 生平
1906年入讀廣州嶺南學校。1907年，開始參加校內話劇演出。1910年入讀中學部，並且參加廣州第一個白話劇團“民樂社”，演出劇目有《婦道苦》、《殺子報》，因為表演出色被稱「神童」。讀中學時，由謝伯英介紹，馮自由監誓，加入同盟會，得到馮自由帶往會見孫中山，奉命與范展鵬組織“南天化宇”白話劇社，宣傳革命活動。1924年加入黃魯逸組建的“甲子優天影”劇團，以演新編改良粵劇《自由女炸彈迫婚》而成名。
其後南洋粵劇名班「永壽年」編劇馮顯洲推薦陳非儂給班主靚元亨加入「永壽年」。他隨班赴新加坡途中，為了避開父親陳伯寅反對，改名為陳非儂，此後成為全職粵劇演員。
第一次職業性演出為《李師師》，由千里駒、白駒榮主演，陳非儂則以“新劇家”名義參加演出。後來，陳非儂在《仁貴回窯》飾演柳金花表現出眾，深受靚元亨賞識。他與武生新白菜合演《百里奚會妻》，與武生公爺創合演《賣狗肉養親》，與丑生蛇仔禮合演《仗義還妻》，與馬師曾拍擋演出《孤寒種轉性》、《古怪公婆》等，都大獲好評，終於成為「永壽年」擔綱花旦大印。
1922年，與肖麗章、千里駒、鐘卓芳、上海妹合稱五大花旦。他擅長演花木蘭，英姿颯爽，身輕如燕，武打動作準確熟練。
他和馬師曾演《賊王子》時飾公主，成為一時佳話。1925年，“永壽年”解散後，他便前往香港與薛覺先組織“梨園樂”戲班，以文武生靚少華為班主。《大紅袍》、《紅樓夢》、《西廂記》、《玉梨魂》等都是他們的著名劇目。薛覺先離班後，陳非儂改與靚少鳳拍擋，合演劇碼有《夏金桂》、《寶蟾進酒》、《梁祝恨史》，名噪一時，更被邀請往上海「新舞台」演出。
陳非儂得到鴛鴦蝴蝶派小說家嚴獨鶴介紹，結識「京劇四大名旦」梅蘭芳、程硯秋、荀慧生、尚小雲。返回廣州後，與馬師曾、林超群、曾三多、靚少華、陳鐵英、李瑞清加入由廣州海珠戲院院主兼《國華報》社長劉蔭蓀所組“大羅天”班。三十年代，他和馬師曾拍演半年，在太平劇團擔任旦角。名伶吳仟峰、李龍、李鳳、吳君麗皆曾拜陳非儂為師。
1975年後，由於年事已高不再表演，把戲劇生涯和經驗撰寫成書，《粵劇六十年》於1979年起刊登於《大成》雜誌，陳非儂口述，余慕雲筆錄，並著《粵劇的源流和歷史》。

## 外部連結
- 陳非儂[永久]
- 香港中文大學音樂系粵劇研究計劃 陳非儂《粵劇六十年》(2007年再版)
- 陳非儂在香港影庫上的簡介

1. ↑  陳非儂訃聞. 華僑日報. 1984-02-21. 第三張第二頁